# Stadion Galgenwaard
Stadion Galgenwaard – stadion piłkarski, położony w mieście Utrecht, Holandia. Oddany został do użytku 21 maja 1935 roku. Od tego czasu swoje mecze na tym obiekcie rozgrywa zespół Eredivisie FC Utrecht. Po przebudowach obiektu w latach 1981–1982 oraz 2002–2004, jego pojemność wynosi 25 000 miejsc.